# Lulworthia salina
Lulworthia salina är en svampart som först beskrevs av Linder, och fick sitt nu gällande namn av Cribb & J.W. Cribb 1955. Lulworthia salina ingår i släktet Lulworthia och familjen Lulworthiaceae.  Artens status i Sverige är: Osäker förekomst. Inga underarter finns listade i Catalogue of Life.